# Harmonium (mini-série)
Pour les articles homonymes, voir Harmonium (homonymie).
Harmonium est une mini-série biographique musicale québécoise en quatre épisodes de 43 minutes scénarisée par Guy Boutin et Andrée Pelletier, et diffusée entre le 20 février et le 13 mars 2003 sur le réseau TQS.

## Synopsis
La série retrace la carrière du groupe québécois Harmonium.

## Distribution
- Olivier Aubin : Michel Normandeau
- Martin Desgagné : Serge Fiori
- Tobie Pelletier : Louis Valois

### Acteurs récurrents et invités
- Frank Schorpion : Bob Morton
- Bruce Gregory Dinsmore : Bruce
- Mathieu Grondin : Claude Meunier
- David Savard : Daniel Tremblay
- Patrick Drolet : Denis Farmer
- Annie Charland : Dominique
- Igor Ovadis : Fred Torak
- Gaston Lepage : Georges Fiori
- Frédéric Giroux : Libert Subirana
- Daniel Parent : Louis-Pierre Bougie
- Joël Marin : Michel Lachance
- Catherine Bonneau : Monique Fauteux
- Harry Standjofski : Neil Chotem
- Gabriel Sabourin : Paul Dupont-Hébert
- Simon Boudreault : Perron
- Jean-Claude Picard : Pierre Daignault
- Stéphane Crête : Pierrot le fou
- Stéphane Diamond : Robert Stanley
- Olivier Morin : Serge Locat
- Sébastien Huberdeau : Steve
- Amélie Bonenfant : Véronique
- Hugo St-Cyr : Yves Ladouceur
- Caroline Roberge : Anne
- Jean-Jacques Lamothe : Bassiste
- Robert Vézina : Concierge
- Michel-André Cardin : DJ
- Cédric Noël : médecin en Suisse
- Denis Bourgeois : musicien
- Jacques L'Heureux : Père Valois
- Stéphane Jacques : Représentant de la maison de disques
- Stéphane Gagnon : Robert
- Pierre Rivard : saxophoniste
- Pascal Contamine : journaliste
- Claude Poissant : journaliste
- Corinne Chevarier : journaliste
- Nathalie Breuer : journaliste
- Daniel Desputeau : journaliste
- Serge Mandeville : journaliste
- Francis Martineau : Photographe

• Marc-Olivier Guèvremont : Serge Fiori (Jeune)

## Fiche technique
- Auteurs : Guy Boutin et Andrée Pelletier
- Réalisation : Stephan Milijevic
- Productrice: Louise Gendron
- Société de production : Zone 3

## Commentaires
- Chaque épisode a coûté 650 000 $ à produire.
- L'ex-gérant du groupe Harmonium, Yves Ladouceur, a déposé une injonction provisoire visant à empêcher la présentation de la minisérie[1]. Le tribunal a rejeté l'ordonnance et la série a été diffusée telle que prévue[2].